# 加斯馬吐鱷屬
加斯馬吐鱷屬（學名：Chasmatosuchus）是種大型主龍形類動物，生存於三疊紀早期的俄羅斯歐洲部份。加斯馬吐鱷是已知最早的主龍形類之一。牠們身長2公尺，被認為行為類似現代鱷魚。加斯馬吐鱷有兩個明顯的特徵：上頜前端往下彎曲，可協助咬住獵物；齶骨有一排牙齒，這是個主龍類的原始特徵，後期主龍類失去這個原始特徵。